# Fase de repesca para la Copa Mundial de Rugby de 1999
El proceso de clasificación para la Copa Mundial de Rugby de 1999 finalizó con una repesca para decidir tanto el decimonoveno como el vigésimo clasificado para la Copa Mundial de Rugby de 1999. 
Siete equipos, los mejores no-clasificados de cada región, compitieron por la penúltima y última plaza para la Copa Mundial de Rugby de 1999, en dos grupos diferentes.

## Repechaje 1

### Semifinal 1
| 6 de marzo de 1999 | Tonga | 37 - 6 | Georgia | Nukuʻalofa, Tonga |  |

| 28 de marzo de 1999 | Georgia | 28 - 27 | Tonga | Tbilisi, Georgia |  |

- Tonga avanza a la final por un marcador global de 64 a 34.

### Semifinal 2
| 14 de marzo de 1999 | Países Bajos | 31 - 30 | Corea del Sur | Amsterdam, Países Bajos |  |

| 4 de abril de 1999 | Corea del Sur | 78 - 14 | Países Bajos | Seúl, Corea del Sur |  |

- Corea del Sur avanza a la final por un marcador global de 108 a 45.

### Final
| 16 de abril de 1999 | Tonga | 58 - 26 | Corea del Sur | Nukuʻalofa, Tonga |  |

| 4 de mayo de 1999 | Corea del Sur | 15 - 82 | Tonga | Seúl, Corea del Sur |  |

- Tonga clasifica a la Copa Mundial de Rugby de 1999 por un marcador global de 140 a 41.

## Repechaje 2
- Marruecos clasificó directamente a la final del repechaje 2.

### Semifinal
| 13 de marzo de 1999 | Uruguay | 46 - 9 | Portugal | Montevideo, Uruguay |  |

| 3 de abril de 1999 | Portugal | 24 - 33 | Uruguay | Lisboa, Portugal |  |

- Uruguay avanza a la final por un marcador global de 79 a 33.

### Final
| 18 de abril de 1999 | Uruguay | 18 - 3 | Marruecos | Montevideo, Uruguay |  |

| 1 de mayo de 1999 | Marruecos | 21 - 18 | Uruguay | Casablanca, Marruecos |  |

- Uruguay clasifica a la Copa Mundial de Rugby de 1999 por un marcador global de 36 a 24.

### Clasificados
| Bandera de Uruguay        |
| Uruguay                   |
| Clasificado a la RWC 1999 |

| Bandera de Tonga          |
| Tonga                     |
| Clasificado a la RWC 1999 |